# Schefflera macerosa
Schefflera macerosa är en araliaväxtart som beskrevs av Luciano Bernardi. Schefflera macerosa ingår i släktet Schefflera och familjen araliaväxter.
Artens utbredningsområde är Madagaskar. Inga underarter finns listade.